# Bimont
Bimont település Franciaországban, Pas-de-Calais megyében. Lakosainak száma 103 fő (2022. január 1.). Bimont Hucqueliers, Maninghem, Preures, Quilen, Saint-Michel-sous-Bois és Clenleu községekkel határos.

## Népesség
A település népességének változása:
| Lakosok száma | 119  | 117  | 118  | 114  | 113  | 111  | 109  | 105  | 103  |
|               | 2013 | 2015 | 2016 | 2017 | 2018 | 2019 | 2020 | 2021 | 2022 |